# تاريخنا فخرنا (مسلسل)
تاريخنا فخرنا هو مسلسل تاريخي مغربي من تأليف زكرياء لحلو وأحمد أومال، ومن إخراج أنور معتصم سنة 2015، وبطولة كل من مراد الزاوي، فاطمة الزهراء بناصر، نبيل عاطف، لطيفة أحرار، مهدي عيوش، سعيد ضريف، المهدي الوزاني، وغيرهم. عرض المسلسل على قناة ميدي 1 تيفي ويروي معالم رئيسية من حياة ومسار عدد من أبرز شخصيات تاريخ المغرب، ويرمي إلى تعريف جمهور المشاهدين بمراحل هامة من ماضي البلاد.

## قصة المسلسل
يتناول المسلسل أبرز لحظات التاريخ المغربي من خلال عدة شخصيات من حقب تاريخية متباينة، بداية بفاتح الأندلس طارق بن زياد مرورًا بالعالم الصوفي عبد السلام بن مشيش، ثم السيدة الحرة زوجة السلطان أحمد الوطاسي، التي حكمت مدينة تطوان مدة 30 سنة وقضت حياتها مناضلة في سبيل تحرير مدينة سبتة، وصولاً عند السلطان أحمد المنصور الذهبي الذي طبع مغرب القرن السادس عشر، ونهاية عند السلطان إسماعيل بن الشريف الذي حكم المغرب 55 سنة بالإضافة إلى شخصيات أخرى، حيث تخصص لكل منها 4 حلقات.

## طاقم التمثيل

### طارق بن زياد
- مراد الزاوي في دور طارق بن زياد
- محمد بوسالم في دور مغيث
- محسن مالزي في دور مغافيري
- مريم بن غازي في دور أم الخير
- محمد متوكل  في دور طريف بن مالك
- المهدي الوزاني في دور رودريغ
- أحمد الساقية في دور غوميز
- أحمد أولاد في دور بوليان
- ماريون ريمبو  في دور فلورندا
- يونس بن شاكو في دور أخيلا
- محمد عياد في دور ألفونسو

### السيدة الحرة
- فاطمة الزهراء بناصر في دور السيدة الحرة
- محمد الكافي في دور القاضي
- كريم الدكالي في دور بن الطاهر
- نرجس الحلاق  في دور عائشة
- عبد الجليل باعمراني  في دور السلطان الوطاسي
- حاتم الصديقي  في دور السلاسيري
- صلاح بن صالح في دور الدون خوان
- رشيد علي عدواني في دور أمير شفشاون
- إدريس الديوري في دور باربوسا

### عبد السلام بن مشيش
- نبيل عاطف في دور عبد السلام بن مشيش
- حميد نجاح في دور إبراهيم
- حميد النيدر في دور أبو الطواجن
- عبد الكريم بولمال في دور أبو العباس
- محمد قطيب  في دور القشاش
- أمين الناسور  في دور القاضي
- محمد الخمولي في دور ابن جامع

### أحمد المنصور الذهبي
- مهدي عيوش في دور أحمد المنصور الذهبي
- جليل السعدي في دور عزوز
- سفيان الإدريسي رحالي في دور عمر
- عبد الكبير البهجة في دور القاضي
- أحمد دحان في دور القائد يوسف

### المسيرة الخضراء
- لطيفة أحرار في دور حبيبة
- حبيبة عياش في دور ميلودة
- رشيدة منار في دور وردية
- جمال العبابسي في دور الطاهر
- عبد النبوي في دور بن بوه
- يحيى الفاندي في دور محمد
- ربيع بن جحايل في دور الدرعاوي
- عبد الله البكيري في دور مصطفى

## انتقادات
تعرض المسلسل لبعض الانتقادات خاصة من الأشخاص المهتمين بدراسة التاريخ المغربي والبحث فيه، حيث تم انتقاد صناع المسلسل عن اختيارهم اللهجة المغربية كلغة للمسلسل بينما ما هو معروف في العادة عن هذه النوعية من المسلسلات ذات الطابع التاريخي أنها غالبًا ما تكون باللغة العربية الفصحى. لكن المخرج أنور معتصم والمؤرخان المشرفان على السلسلة بررا هذا الاختيار برغبتهم في أن يصل العمل إلى أكبر عدد ممكن من المغاربة، وبكون المسلسل أسري ممتع، يجمع بين الطرح التاريخي السهل، والجاذبية في العرض والتمثيل، بأسلوب سلس وبسيط، يُظهر قيم الانفتاح والتسامح الديني، ويوضح الدروس التي يتركها لنا التاريخ، علّنا نستفيد منها، ونقرأها قراءة صحيحة.

## وصلات خارجية
- صفحة المسلسل على الموقع الرسمي لقناة ميدي 1 تيفي